# 南斯拉夫抵抗运动中的德瓦尔

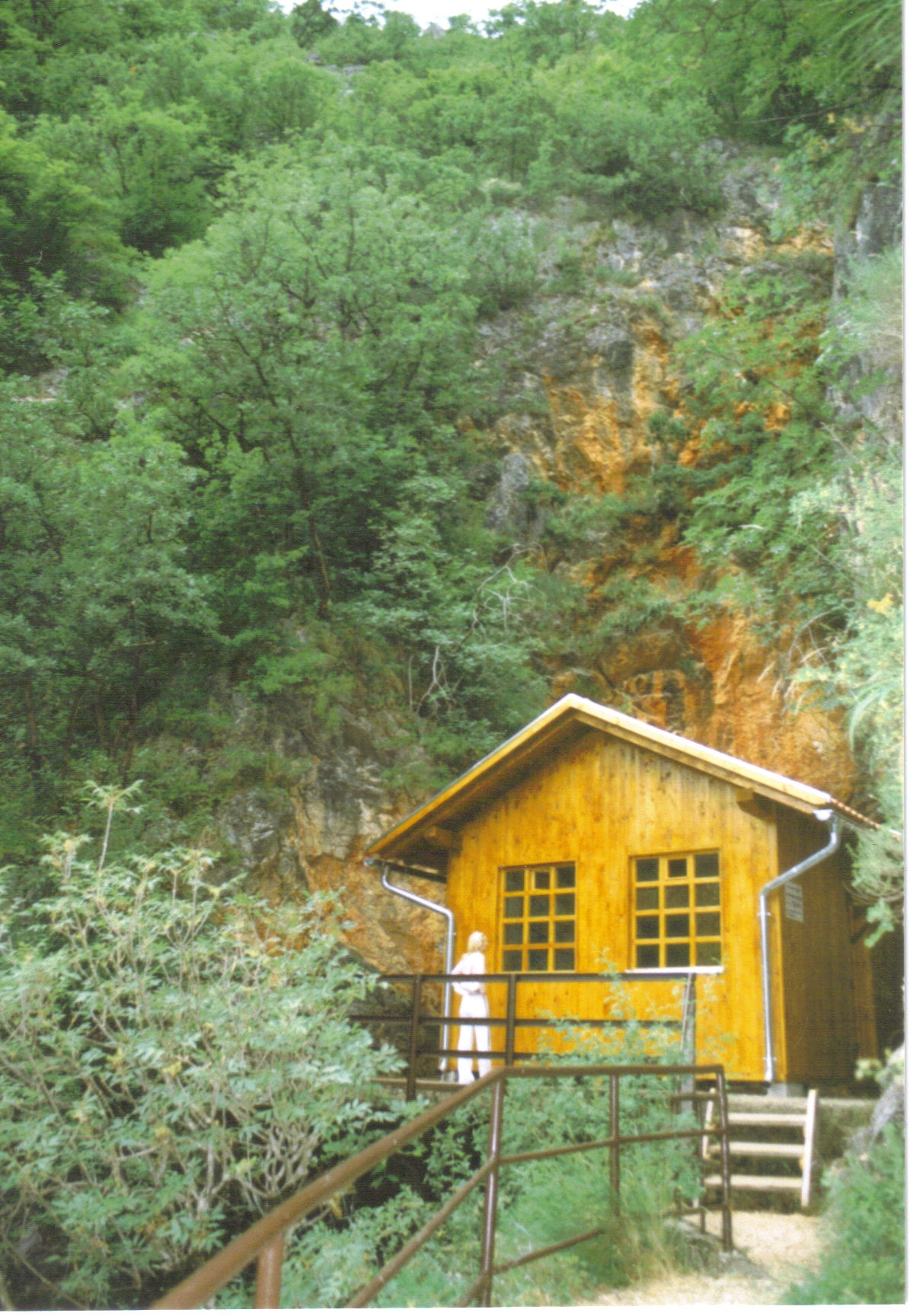
德瓦尔的铁托洞穴——在1992年波黑战争初期被毁，于2006年重建。

德瓦尔是1941年—1945年南斯拉夫人民开展抵抗运动期间最著名的地点之一。1941年7月27日，在波斯尼亚和黑塞哥维那的德瓦尔发生第一次起义，这一天后来被定为波黑人民起义日。1944年5月25日，纳粹德国对该地发起著名的“跳马行动”，试图使用空降部隊俘虏南斯拉夫人民解放军和游击队最高指挥官——约瑟普·布罗兹·铁托，但行动最终失败。
在整个二战期间，德瓦尔有三分之二的时间保持自由状态。城市于1942年7月1日第二次被解放，此后占领军只在两个时间点短暂进入德瓦尔：一次是1943年2月27日，在第4次敌人大规模进攻期间，仅占领23天；另一次是1944年5月25日，即“跳马行动”发生之时。
为纪念德瓦尔空降战30周年，南斯拉夫总统约瑟普·布罗兹·铁托于1974年5月17日授予德瓦尔“人民英雄勋章”。此外，还有15名德瓦尔市民被授予“人民英雄”称号。

## 德瓦尔共和国
1941年7月，南斯拉夫共产党发动的起义不仅在波斯尼亚克拉伊纳地区产生强烈反响，也波及利卡和达尔马提亚各地。这促使“解放领土”迅速扩大，而其中心正是德瓦尔。这片被称为“德瓦尔共和国”的“解放领土”覆盖库伦瓦库夫、下拉帕茨、兹尔马尼亚河、克宁边区、迪纳拉山、波斯尼亚格拉霍沃、格拉莫奇等地，总面积超过5000平方公里。德瓦尔共和国面临的主要和直接威胁是来自波斯尼亚彼得罗瓦茨、克柳奇、普列多尔和比哈奇的乌斯塔沙军营。因此，游击队司令部在德瓦尔解放后立即将主力部队部署至面向波斯尼亚彼得罗瓦茨的防线。随后几天，大批新战士，无论是否拥有武器，纷纷自愿加入各游击队部队。
随着起义的发展和“解放领土”的扩大，德瓦尔的起义领导层着手建立新政权的首批机构。1941年7月30日，在德瓦尔成立军事革命委员会，由各游击队、委员会和机构的政治委员组成。委员会下设市政事务与工业委员会、粮食事务与公共安全委员处，起到县级人民解放委员会的作用，是波黑境内首个人民政权机构。在各市镇设立政治委员处，在各村则成立农村革命委员会。8月中旬，起义军的部队规模大幅增加，组织结构也随之进行调整。1941年8月16日，在南共党中央代表马尔科·奥雷什科维奇的主持下，组建德瓦尔旅，指挥官为米卢廷·莫拉查，政治委员为尼科拉·科特拉。至8月底，该旅已有约700名战士。
游击队新闻局还出版《游击战士》简报与通讯，确保游击队员和人民能够持续了解起义区及世界各地的最新消息。德瓦尔解放后几天内，就建立一个工坊，负责修理轻型德制武器、制造手榴弹、地雷和轻型迫击炮。在两个月时间里，工坊制造约5500枚混凝土与铁制的“德瓦尔式”手榴弹、数百枚地雷以及数量不详、被称为“德瓦尔大炮”的迫击炮。
1941年8月21日，在德瓦尔举行妇女大会，来自德瓦尔周边的塞尔维亚人、斯洛文尼亚人、克罗地亚人和穆斯林妇女出席；8月31日，又召开德瓦尔旅各部队的会议。同日，在一次大型群众集会上，扩大并确认德瓦尔及周边地区的人民解放委员会，公开选举产生由32人组成的委员会、由9人组成的人民法庭以及一名人民检察官。
1941年9月10日，波斯尼亚克拉伊纳地区人民解放游击队作战司令部抵达德瓦尔，这标志着该地与其他起义中心建立更加紧密的联系。从此，“游击战士”和“政治书记”这两个称谓分别改为“游击队员”和“政治委员”。
1941年7月27日—9月25日，德瓦尔保持60天的自由状态。在此期间，多次击退乌斯塔沙、克罗地亚家园卫队和意大利军队发动的猛烈进攻。最终，特鲁巴尔村牧师米兰·罗迪奇引导意大利军队绕过正面防线，从村后方包抄进入德瓦尔。游击队紧急疏散工业设施、工具、设备和粮食，同时准备摧毁无法转移的机器和产品。1941年9月25日，就在意大利军队入城前夕，整座城市燃起大火，纸浆厂、锯木厂、大量锯材和纸浆仓库被熊熊大火吞噬。